# Tooz District
Tooz District är ett distrikt i Irak.   Det ligger i provinsen Saladin, i den centrala delen av landet, 170 km norr om huvudstaden Bagdad.
Följande samhällen finns i Tooz District:
- Tozkhurmato